# 스티브 내시
스티븐 존 "스티브" 내시(영어: Stephen John "Steve" Nash, 1974년 2월 7일 ~ )는 캐나다의 농구 선수, 지도자이다. 전 NBA 브루클린 네츠의 감독 있으면, 메이저 리그 사커(MLS)의 축구팀인 밴쿠버 화이트캡스 FC의 공동 구단주이다. 현역 시절에는 피닉스 선스, 댈러스 매버릭스, 로스앤젤레스 레이커스 소속으로 활약했으며, 캐나다 대표팀 선수로 활약했다.

## 어린 시절
내시는 남아프리카 공화국 요하네스버그에서 태어났는데, 아버지는 영국 출신이었고 어머니는 웨일스 출신이었다. 생후 18개월 때 내시의 가족은 캐나다 서스캐처원주에 있는 리자이나로 이주하였고, 후에 브리티시컬럼비아주의 빅토리아에 정착했다. 동생 마틴과 함께 축구와 아이스하키를 했지만, 12~13살때까지 농구는 하지 않았다. 하지만 8학년 때의 어느 날 내시는 어머니에게 자신은 NBA에서 뛸 것이며 스타 선수가 될 것이라고 이야기를 했다.

## 고등학교 시절
내시는 마운트 더글라스 세컨더리 학교에 다니다가 성적이 떨어지자 내시의 부모는 사립기숙학교인 세인트 마이클스 유니버시티 학교에 등록시키기로 결심한다. 세인트 학교에서 내시는 농구와 축구 그리고 럭비 종목에서 두각을 나타낸다. 4학년 때 농구를 하면서 경기당 21.3점, 11.2개의 어시스트, 9.1개의 리바운드를 기록한다. 1991~92시즌에서는 팀을 브리티시 컬럼비아 AAA 주 챔피온으로 이끌었고, 주 올해의 선수로 선정된다.

## 대학시절
내시의 고등학교 농구팀 코치였던 이언 하이드레이는 30개가 넘는 미국 대학에 내시에 대한 조회서신과 경기내용이 담긴 비디오테이프를 보냈지만 응답이 없었고, 샌타클라라 대학교 코치 딕 데이비가 내시의 비디오를 요청했다.

## NBA 선수 시절
내시는 2000-01 시즌에 평균 15.6점, 7.3어시스트를 기록했다. 2004-05시즌에 평균 15.5점, 3.3리바운드, 11.5어시스트, 1스틸을 기록했다. 2005-06시즌에는 평균 18.8점, 10.5어시스트를 기록했다. 2007년에는 평균 어시스트 11.6개를 기록하면서, 3년 연속으로 어시스트 부문 1위에 올랐다. 2009-10시즌에, 팀을 서부지구 3위로 이끌었다. 이후 내시의 기량은 여전했으나 2010-11시즌에 피닉스 선즈는 급격한 추락을 맞이하였다. 2011-12시즌에는 평균 12.5점, 10.7어시스트를 기록하며 나이를 무색하게 하는 활약을 보여주었다.

## 수상 내역
- 2x NBA 최우수 선수(2005, 2006)
- 8x NBA 올스타(2002~2003, 2005~2008, 2010, 2012)
- 3